# Tinantia fugax
Tinantia fugax é uma espécie de planta com flor pertencente à família Commelinaceae. 
A autoridade científica da espécie é Scheidw., tendo sido publicada em Allgemeine Gartenzeitung 7: 365. 1839.

## Portugal
Trata-se de uma espécie presente no território português, nomeadamente no Arquipélago dos Açores e no  Arquipélago da Madeira.
Em termos de naturalidade é introduzida nas duas regiões atrás indicadas.

## Protecção
Não se encontra protegida por legislação portuguesa ou da Comunidade Europeia.